# Angelikí Panagiotátou
Angelikí Panagiotátou, en grec moderne : Αγγελική Παναγιωτάτου, née en 1875 ou en 1878, morte en 1954, est une médecin et microbiologiste grecque. Elle est la première femme médecin de la Grèce moderne à être diplômée d'une université grecque . La précédente était María Kalapotháki (en), diplômée à l'étranger.

## Biographie
Née en Grèce, Angelikí Panagiotátou et sa sœur Alexandra sont les deux premières étudiantes à être acceptées à l'école de médecine de l'université d'Athènes, en 1893, après avoir prouvé qu'il n'existait pas de loi officielle interdisant aux femmes de fréquenter l'université en Grèce. En 1897, elle devient la première femme diplômée de l'école de médecine d'Athènes.
Après avoir terminé ses études en Allemagne, elle ezcuzbre à l'université d'Athènes en tant que maître de conférences : elle est la première femme maître de conférences au laboratoire d'hygiène de l'école de médecine d'Athènes.
Les étudiants protestent  et refusent d'assister à ses cours parce qu'elle est une femme, si bien qu'elle est obligée de démissionner. Elle s'installe en Égypte, où elle devient professeur de microbiologie à l'université du Caire, spécialisée dans les maladies tropicales, et directrice de l'hôpital général d'Alexandrie. En 1938, elle retourne en Grèce et est nommée professeur à l'école de médecine de l'université d'Athènes. Elle devient le premier professeur adjoint d'hygiène et de médecine tropicale en Grèce, en 1947 un professeur honoraire à l'école de médecine d'Athènes et, en 1950, elle devient la première femme membre de l'Académie d'Athènes.